# To Whom It May Concern (альбом Bee Gees)
To Whom It May Concern (с англ. — «Всем, кому это интересно») — десятый студийный альбом британской группы Bee Gees, вышедший в октябре 1972 года.

## Об альбоме
Продюсером традиционно выступил Роберт Стигвуд, а также сами музыканты Барри, Робин и Морис Гиббы, сведение осуществил Джон Пэнтри. Группа продолжила сотрудничество со старыми лейблами, выпустив британский вариант пластинки через Polydor Records и американский при участии Atco Records. Песни записывались в течение двух лет в нескольких студиях Лондона, преимущественно в IBC Studios. Это последняя запись группы на данной студии и последняя пластинка, созданная в сотрудничестве с Биллом Шепердом.
Альбом примечателен жанровым разнообразием — здесь встречаются классический рок-н-ролл («Bad Bad Dreams»), есть мощная баллада («Alive»), хоровое исполнение («Please Don’t Turn Out the Lights»), причудливые и психоделические песни («Paper Mache, Cabbages and Kings», «Sweet Song of Summer»), а также ностальгический романс о любви («Sea of Smiling Faces»). Участники группы никогда не относились к этой пластинке с большим энтузиазмом, однако многие поклонники очень высоко ценят эту запись коллектива, поскольку, как считается, братья выразили на ней свои истинные чувства, не подверженные влиянию какого-либо искусственного формата.
На обложке изображены музыканты, выступающие на концерте 1972 года в Японии, в то время как на задней стороне расположены фотографии, сделанные в ходе живого выступления в 1963 году. Кроме того, вложенная внутрь брошюра содержит фотографии других приближённых к группе людей, в частности, там представлены ведущий гитарист Алан Кендалл, концертный барабанщик Крис Кэрон и Билл Шеперд, дирижирующий всем оркестром.
После релиза альбом получил несколько положительных рецензий, и синглы с него оказались довольно успешными, тем не менее, в американском чарте Billboard Top LPs & Tape пластинка смогла подняться лишь до 35-го места, а в британский вообще не попала — это третий подобный провал за всю историю группы. Несмотря на это, в некоторых странах Европы популярность всё же была достигнута, например, десятое место в итальянском хит-параде и шестое в испанском. Общий мировой тираж To Whom It May Concern составил 175 тысяч экземпляров.

## Список композиций
Слова и музыка всех песен — Барри, Робином и Морисом Гиббом, если не указано иное.
| №  | Название                           | Автор(ы)           | Основной вокал     | Длительность |
| -- | ---------------------------------- | ------------------ | ------------------ | ------------ |
| 1. | «Run to Me»                        |                    | Барри и Робин Гибб | 3:05         |
| 2. | «We Lost the Road»                 | Барри и Робин Гибб | Барри и Робин Гибб | 3:27         |
| 3. | «Never Been Alone»                 | Робин Гибб         | Робин              | 3:13         |
| 4. | «Paper Mache, Cabbages and Kings»  |                    | Барри и Робин Гибб | 4:55         |
| 5. | «I Can Bring Love»                 | Барри Гибб         | Барри              | 2:04         |
| 6. | «I Held a Party»                   |                    | Робин и Барри Гибб | 2:31         |
| 7. | «Please Don’t Turn Out the Lights» |                    | Робин и Барри Гибб | 1:57         |

| №                   | Название                | Автор(ы)            | Основной вокал      | Длительность |
| ------------------- | ----------------------- | ------------------- | ------------------- | ------------ |
| 1.                  | «Sea of Smiling Faces»  |                     | Барри и Робин Гибб  | 3:07         |
| 2.                  | «Bad Bad Dreams»        |                     | Барри и Робин Гибб  | 3:43         |
| 3.                  | «You Know It’s for You» | Морис Гибб          | Морис Гибб          | 2:53         |
| 4.                  | «Alive»                 | Барри и Морис Гибб  | Барри Гибб          | 4:00         |
| 5.                  | «Road to Alaska»        |                     | Робин Гибб          | 2:35         |
| 6.                  | «Sweet Song of Summer»  |                     | Барри и Робин Гибб  | 5:00         |
| Общая длительность: | Общая длительность:     | Общая длительность: | Общая длительность: | 42:30        |

## Участники
Приведены по сведениям базы данных Discogs.
Bee Gees:
- Барри Гибб — ведущий, гармонический[англ.] и бэк-вокалы, акустическая гитара
- Робин Гибб — ведущий, гармонический и бэк-вокалы
- Морис Гибб — гармонический и бэк-вокалы, бас-гитара, акустическая гитара, фортепиано, орган, меллотрон, клавесин, мандолина, синтезатор Муга (в песне «Sweet Song of Summer»), ведущий вокал (в песне «You Know It’s for You»);
- Джефф Бриджфорд — ударные (в песнях «We Lost the Road», «Paper Mache, Cabbages and Kings» и «Alive»)

| Приглашённые музыканты: - Алан Кендалл — акустическая гитара; электрическая соло-гитара (в песнях «Bad Bad Dreams», «Road to Alaska») - Клем Каттини — ударные (в песнях «We Lost the Road», «Paper Mache, Cabbages and Kings» и «Alive») - Билл Шепард — оркестровая аранжировка Технический персонал: - Bee Gees — музыкальный продюсер - Роберт Стигвуд — музыкальный продюсер - Майк Клейдон — звукоинженер | Технический персонал: - Дэймон Лайон-Шоу — звукоинженер - Ричард Мэнваринг — звукоинженер - Энди Найт — звукоинженер - Майк Вискерс — звукоинженер по синтезатору Муга (в песне «Sweet Song of Summer») - Джордж Пирос — мастеринг-инженер, нарезка лакового слоя - Дик Эшби — разработка концепции художественного оформления - Майк Кейпл — разработка концепции художественного оформления, дизайн |

## Позиции в хит-парадах
| Год       | Хит-парад                      | Высшая позиция | Пребывание в чарте |
| --------- | ------------------------------ | -------------- | ------------------ |
| 1972—1973 | Австралия (Kent Music Report)  | 13             | нет данных         |
| 1972—1973 | Испания (PROMUSICAE)           | 6              | нет данных         |
| 1972—1973 | Италия (Musica e dischi)       | 10             | 8 недель           |
| 1972—1973 | Канада (RPM 100 Albums)        | 50             | 11 недель          |
| 1972—1973 | США (Billboard Top LPs & Tape) | 35             | 14 недель          |
| 1972—1973 | Япония (Oricon)                | 6              | нет данных         |

| Хит-парад (1972) | Позиция |
| ---------------- | ------- |
| Италия (FIMI)    | 53      |